# AN-Mk 23
AN-Mk 23 – amerykańska lotnicza bomba ćwiczebna wagomiaru 3 funtów. Była stosowana podczas II wojny światowej przez lotnictwo US Navy i USAAF do szkolenia w bombardowaniu.
Bomba Mk 23 miała kroplowy korpus, w którego wnętrzu znajdował się cylindryczny kanał, w którym umieszczony był nabój wskaźnikowy umożliwiający obserwację punktu upadku bomby. Jeśli bomby były zrzucane nad lądem, stosowano nabój AN-Mk 4. Był on oparty na wydłużonej łusce myśliwskiego naboju kaliber 10. W chwili upadku detonacja ładunku miotającego wyrzucała z bomby ładunek czarnego prochu, który spalając się, wytwarzał duży obłok dymu. Podczas ćwiczebnych ataków na cele nawodne wewnątrz bomby umieszczany był pojemnik z fluoresceiną (pojemnik miał oznaczenie AN-Mk 5), która zabarwiała wodę w miejscu upadku bomby.